# Langues fidjiennes occidentales et rotumanne
Les langues fidjiennes occidentales et rotumanne sont un sous-groupe linguistiques des langues océaniennes et plus précisément des langues du Pacifique central qui réunit les langues fidjiennes occidentales (en) et le rotuman.

## Composants
- Rotuman
- langues fidjiennes occidentales (en)
  - Namosi-Naitasiri-Serua
  - Fidjien occidental